# Rifugio Chiavenna
Das Rifugio Chiavenna (vollständiger Name Rifugio Chiavenna all’Alpe Angeloga, deutsch auch Chiavennahütte) ist eine alpine Schutzhütte der Sektion Chiavenna des Club Alpino Italiano (CAI). Sie liegt in der italienischen Region Lombardei in der Plattagruppe. Sie wird in der Regel von Anfang Juni bis Mitte September bewirtschaftet und bietet 67 Bergsteigern Schlafplätze, zudem verfügt sie über einen Winterraum mit fünf Betten.

## Lage

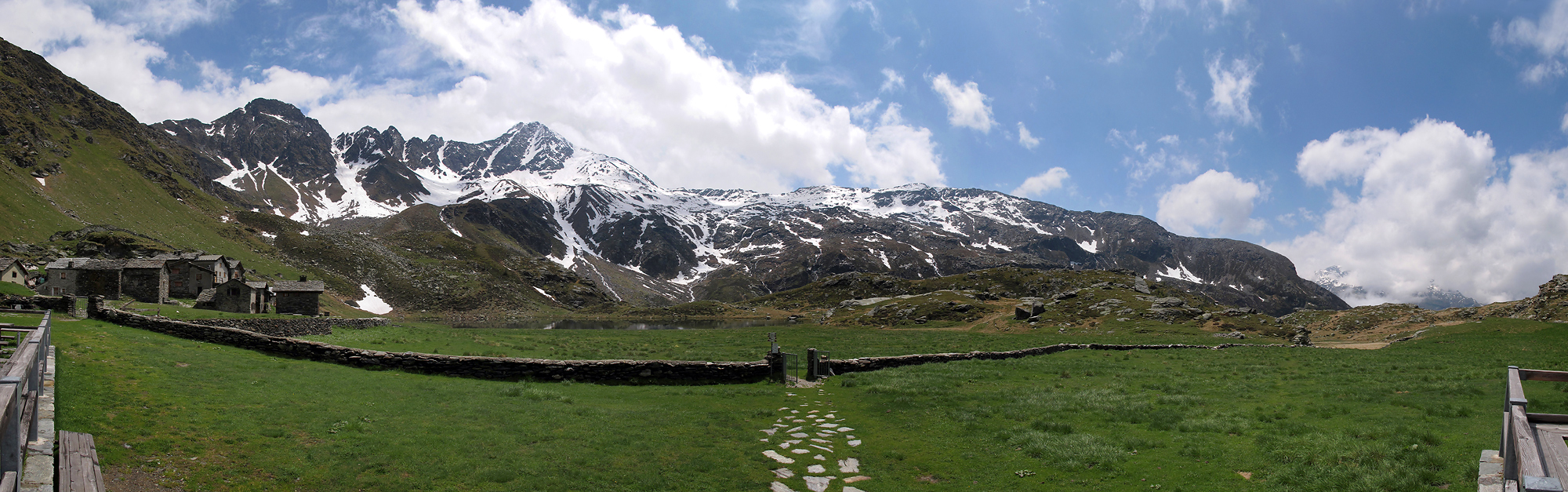
Blick von der Terrasse über die Alpe Angeloga und den See mit dem Pizzo Stella im Hintergrund

Die Schutzhütte liegt auf der Hochalm Alpe Angeloga innerhalb der Gemeinde Campodolcino im hintersten Valle Spluga auf einer Höhe von 2044 m s.l.m. In unmittelbarer Nähe des Rifugio Chiavenna liegen mehrere Almhütten und der kleine gleichnamige Bergsee Angeloga. Die Hütte ist unter anderem Ausgangspunkt für die Besteigung des Pizzo Stella 3163 m s.l.m.

## Geschichte
Die Schutzhütte wurde im Juli 1928 nach zweijähriger Bauzeit neben einer bereits bestehenden kleineren als Schutzhütte dienenden Hütte eröffnet. Letztere ist heute noch neben dem Rifugio zu sehen. Bei der offiziellen Eröffnungsfeier war auch der italienische Dichter und Naturliebhaber Giovanni Bertacchi anwesend.
Im Zweiten Weltkrieg wurde das Rifugio bei Kämpfen zwischen Partisanen und italienischen Faschisten beschädigt, als in der Endphase des Krieges am 26. April 1945 hundert Angehörige einer Sondereinheit der faschistischen Miliz etwa 20 sich im Rifugio zurückgezogene Partisanen angriffen. Bei dem als Gefecht von Angeloga bekannten Angriff wurden zwei Partisanen getötet und mehrere verletzt sowie das Rifugio und die umliegenden Almhütten in Brand gesteckt.
1949 ging das beschädigte Gebäude in den Besitz der Sektion Chiavenna des CAI über und wurde wieder instand gesetzt.
In der Folgezeit wurde das Rifugio Chiavenna mehrmals um- und ausgebaut. In den 1970er Jahren wurde es aufgestockt und die Anzahl der Schlafplätze erhöht. Ab Ende der 1980er Jahre wurde es dann schrittweise modernisiert.

## Zugänge
- Von Fraciscio, 1341 m ⊙ in ca. 2 Stunden
- Von Motta, 1725 m ⊙ in ca. 1½ Stunden

## Nachbarhütten und Übergänge
- Zum Rifugio Bertacchi, 2175 m ⊙ in 6 Stunden
- Zum Bivacco Walter e Chiara, 2660 m ⊙ in 6½ Stunden
- Zum Bivacco Pian del Nido, 1953 m ⊙ in 2½ Stunden
- Zum Rifugio Baita del Capriolo, 1961 m ⊙ in 4 Stunden